# Йоканга
Йоканга (на руски: Иоканга) е река в Мурманска област на Русия, в североизточната част на Колския полуостров, вливаща се в Баренцево море. Дължина 203 km. Площ на водосборния басейн 6020 km².
Река Йоканга изтича от езерото Алозеро, разположено на 227 m н.в., в северния склон на възвишението Кейви. До устието на десния си приток Сухая тече предимно в източна посока, след което завива на североизток. В горното си течение тече в широка долина, като преминава последователно през няколко проточни езера (Поросозеро, Колмозеро, Калмозеро, Йокъярви и др.). След езерото Йокъярви навлиза в дълбока и дълга проломна долина, като образува прагове, а след езерото Йоканско (в долното течение) – и водопади. Влива се в южната част на Святоноския залив на Баренцево море, на 6 km югоизточно от град Островни (военноморска база на Северния флот на Русия). Основни притоци: леви – Рова (49 km), Тичка (31 km); десни – Сухая (97 km), Пуйва (44 km), Лильок (50 km), Пулонга (35 km). Има смесено подхранване с преобладаване на снежното и дъждовното с ясно изразено пролетно пълноводие (предимно през юни). Среден годишен отток 74,5 m³/s. По течението ѝ няма населени места, с изключение на рибарското селище Йоканга, разположено в устието ѝ.